# Дом культуры Нижнетагильского металлургического комбината
Дворец культуры Нижнетагильского металлургического комбината — учреждение культуры Нижнего Тагила, расположенное в Тагилстроевском районе города, на территории Парка культуры Металлургов, в виде дворца, выполненного в стиле неоклассицизма.

## История
Проект дворца культуры для работников Ново-Тагильского завода был создан в 1947 году. В соответствии с Генеральным планом перестройки города 1948 года это здание должно было стать одним из доминантных объектов архитектуры в неоклассическом стиле. В 1952 году постройка здания по проекту Владимира Емельянова была завершена. 17 сентября того же года дворец был сдан в эксплуатацию. Создание дворца культуры было выражением благодарности руководства страны за вклад металлургов в победу в Великой Отечественной войне. 

Он стал щедрым подарком партии, правительства и товарища Сталина новотагильским металлургам за самоотверженный труд в годы Великой Отечественной войны.— Выдержка из городских газет
В советское время во дворце культуры работали театр современной пьесы, самодеятельный театр балета металлургов, многочисленные кружки художественной самодеятельности, оркестр народных инструментов и др. Ныне во дворце культуры работает Центр культуры и искусства НТМК.

## Архитектура

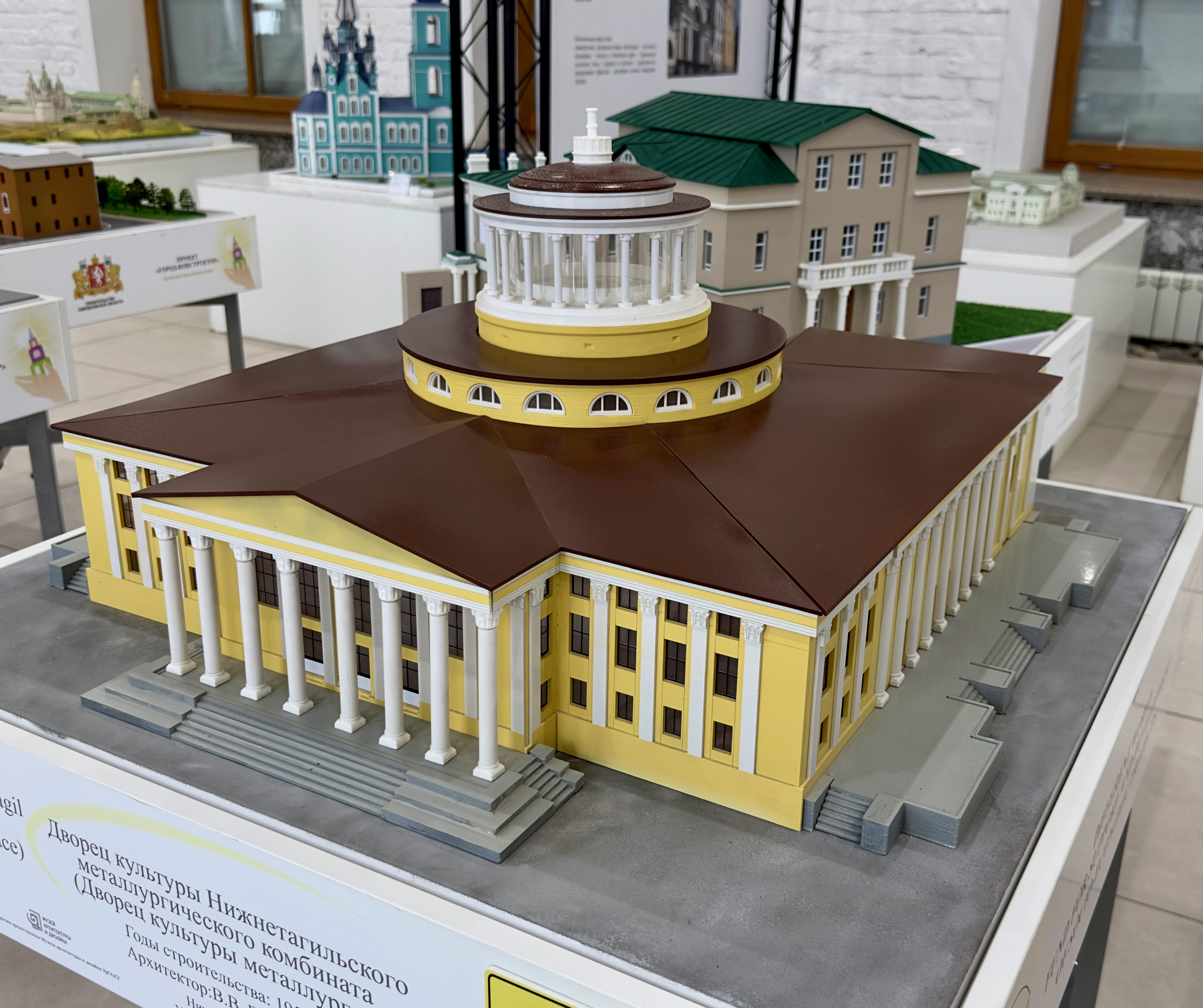
Макет здания в музее УрГАХУ

### Экстерьер
Дворец, выполненный в стиле неоклассицизма, олицетворяет собой результат сложных композиционных решений. Портик, состоящий из восьми колонн, богато украшен декором. Ротонда, установленная на крыше здания, имеет колонны с пилястрами.
Вход во дворец культуры украшают две скульптуры, которые были изваяны с работников металлургического завода — мастера доменного цеха Валерия Крючкова и сталевара мартеновского цеха Виктора Есина, в 1952 г. Скульптуры создавались в течение месяца скульпторами В. А. Буланкиным и Габриэль Белоярцевой-Вайсберг, которая была женой директора металлургического завода Эммануила Вайсберга. Скульптуры сталевара и доменщика сохранились и до настоящего времени.

### Интерьер
Вестибюль дворца культуры был выполнен из красного и белого мрамора, из которого можно пройти в большое круглое фойе. Над фойе, ставшим основой композиции здания, был расположен зал, ныне называющийся «Президентским». Из фойе можно попасть в другой зал на тысячу человек, читальный зал, спортивный зал и кафе. В пяти залах размещался дом техники. На третьем этаже здания были размещены лекционный и выставочный залы. В многочисленных комнатах находились кружки художественной самодеятельности.

Интерьеры здания
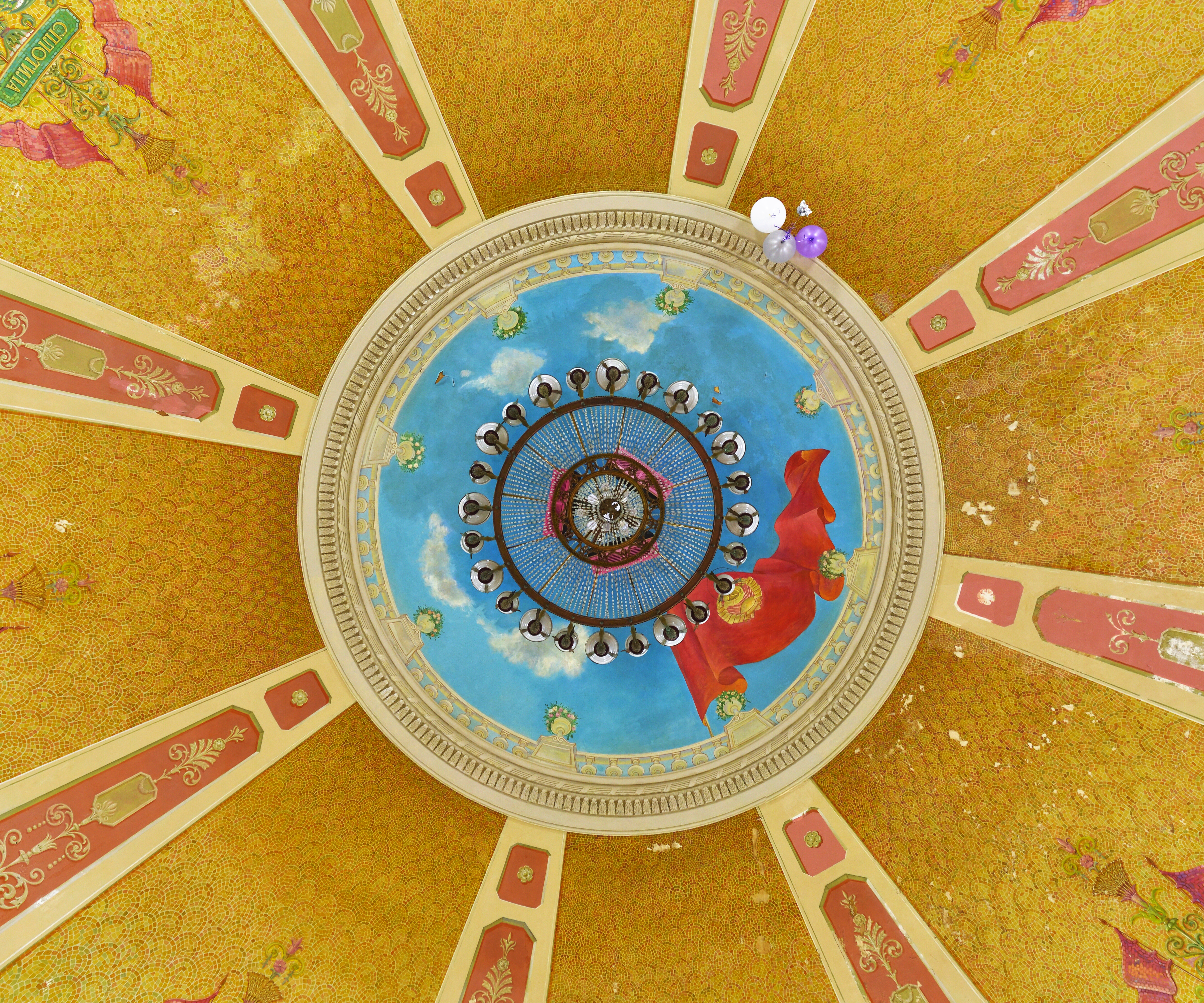
Потолок центрального фойе
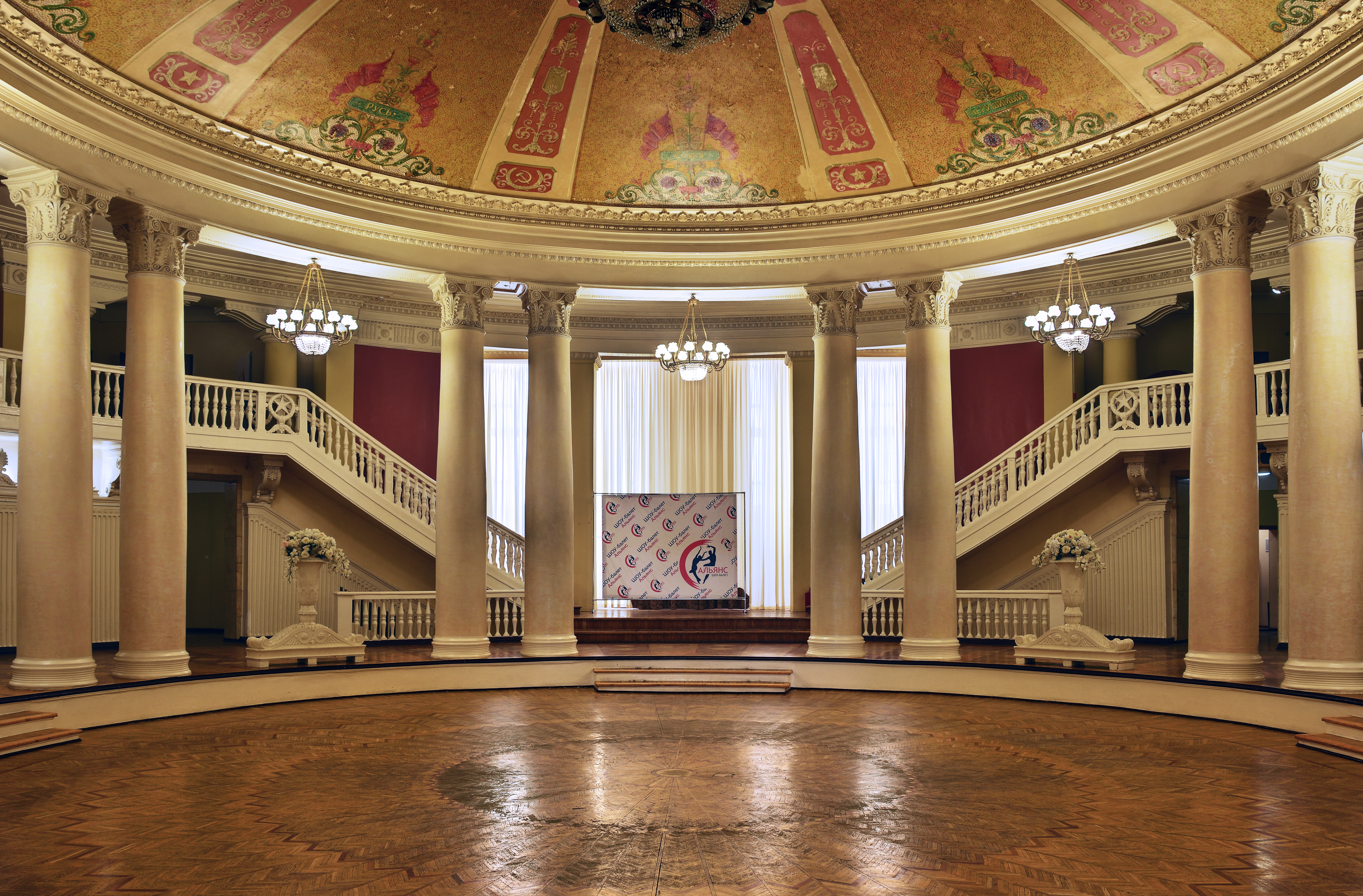
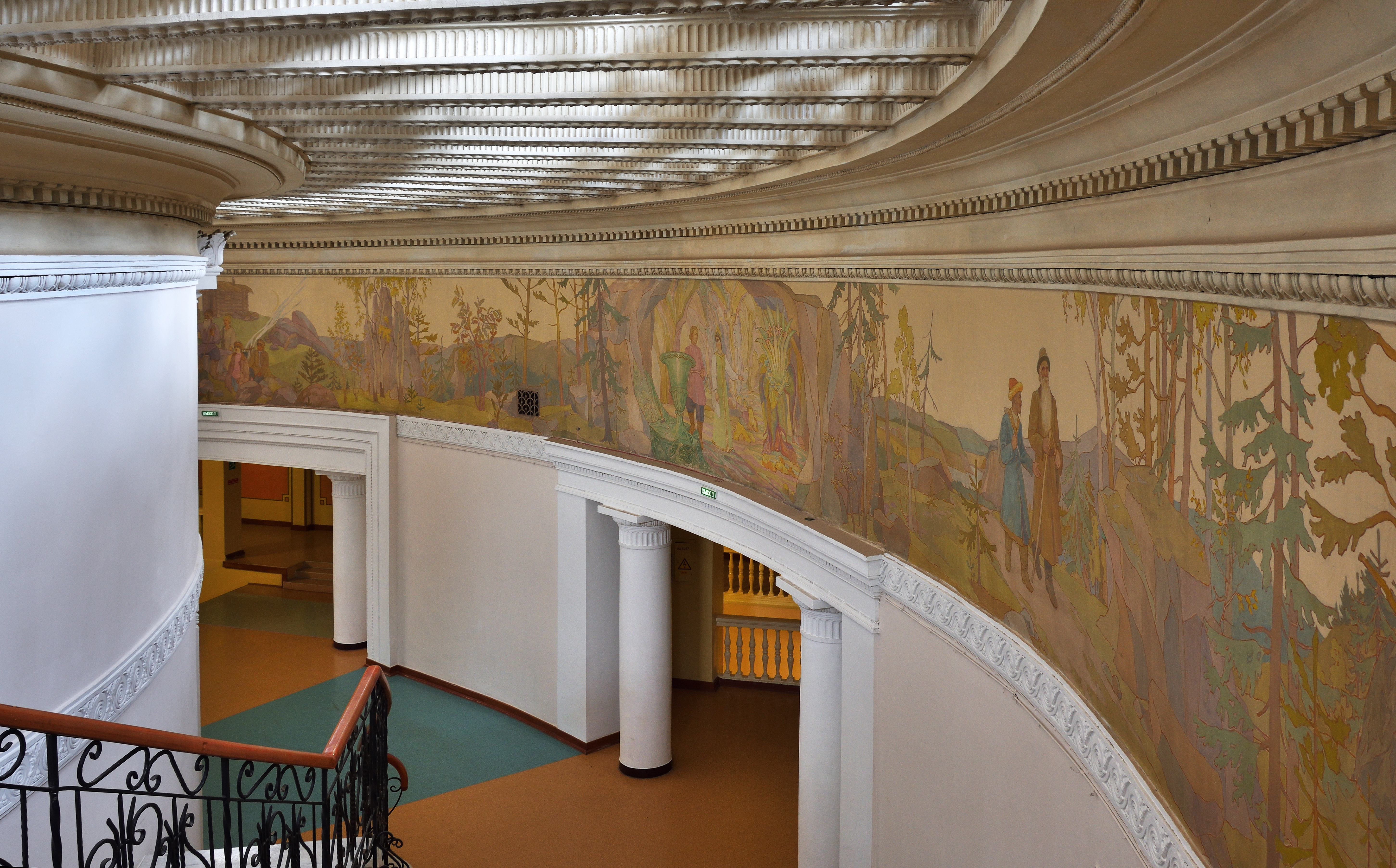
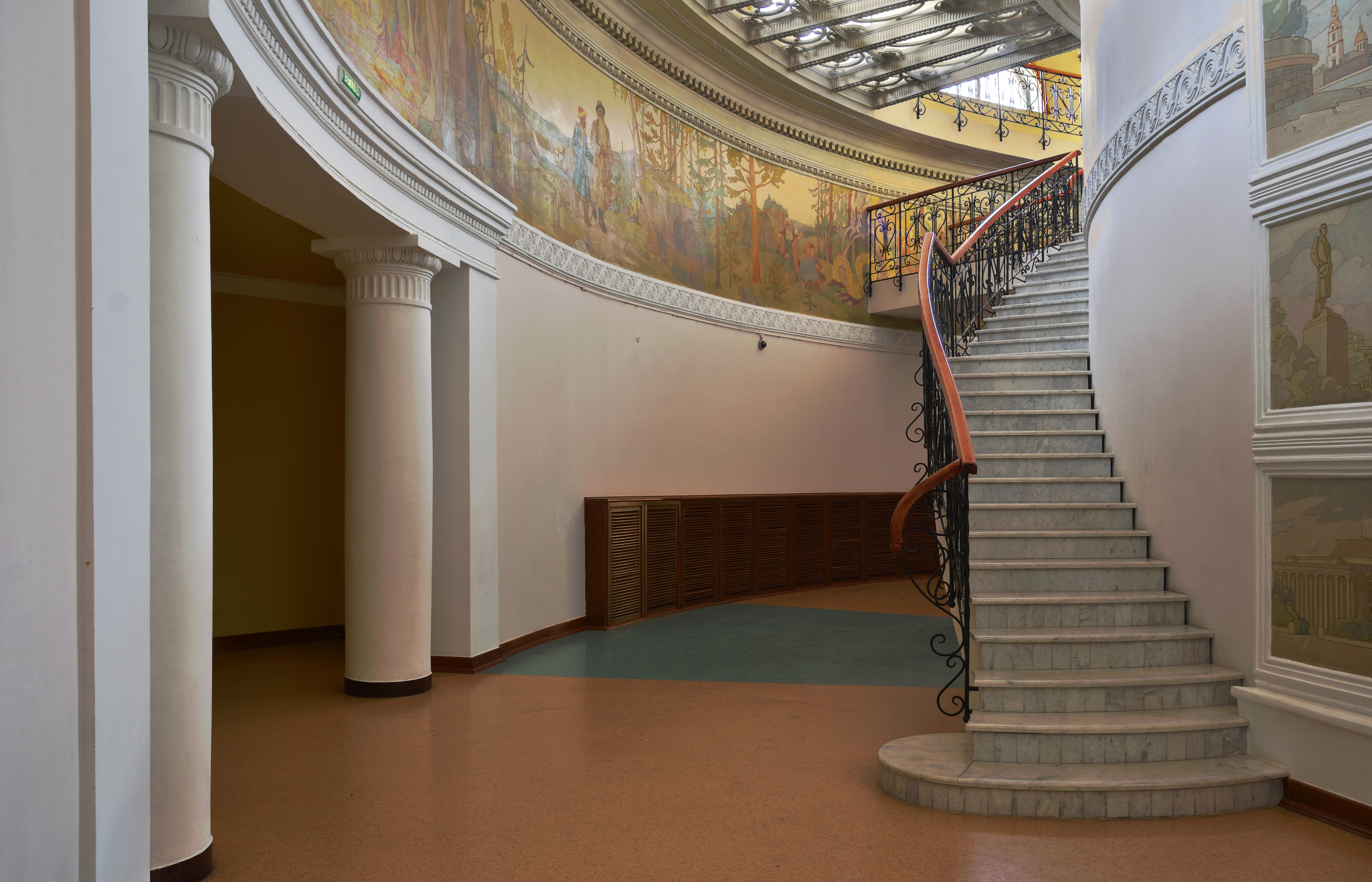